# Аваики
Аваики — в мифологии островов Кука, прежде всего, острова Мангаиа, подземный мир или царство мёртвых.
Согласно мифам острова Раротонга Аваики является загробным миром или раем, в который отправляется душа человека после его смерти. Отправление души в этот мир осуществляется с небольших вулканических скал на северном побережье острова. Для членов племени нгати-карика с острова Раротонга Аваики находятся на островах Мануа, для нгати-танги’иа — на острове Таити, для других — на острове Раиатеа.
В мифологии острова Мангаиа Аваики является подземным миром или царством мёртвых, описываемое как пустота огромного кокоса, в нижней части которого обитает Варима-те-такере, богиня начала всего сущего. Однако известный антрополог Те Ранги Хироа даёт менее мистическую интерпретацию Аваики в мифологии Мангаиа. Согласно ему, «когда Танги’иа приплыл на остров Раротонга с острова Таити, он привёз с собой „манахуне“ (в переводе с таитянского — „общинники“), у которых отсутствовал какой-либо статус. Так как у них не было какого-либо способа подняться по иерархической лестнице, некоторые из них под руководством Ранги переселились на остров Мангаиа, чтобы начать там новую жизнь (примерно в 1450—1475 годах). Их противоречия с жителями острова Раротонга вынудили их скрыть свою прародину и придумать божественную родину в подземном мире Аваики».